# Optometrista
L'optometrista è un professionista che svolge la sua attività nel campo dell'ottica fisiologica, individuando e compensando difetti refrattivi e identificando i parametri necessari all'approntamento del più opportuno ausilio (occhiali, lenti a contatto, ecc..) che consenta di ripristinare la normale efficienza visiva. Non può effettuare alcun tipo di diagnosi medica né somministrare terapie riabilitative per vere e proprie patologie o trattamenti farmacologici. 

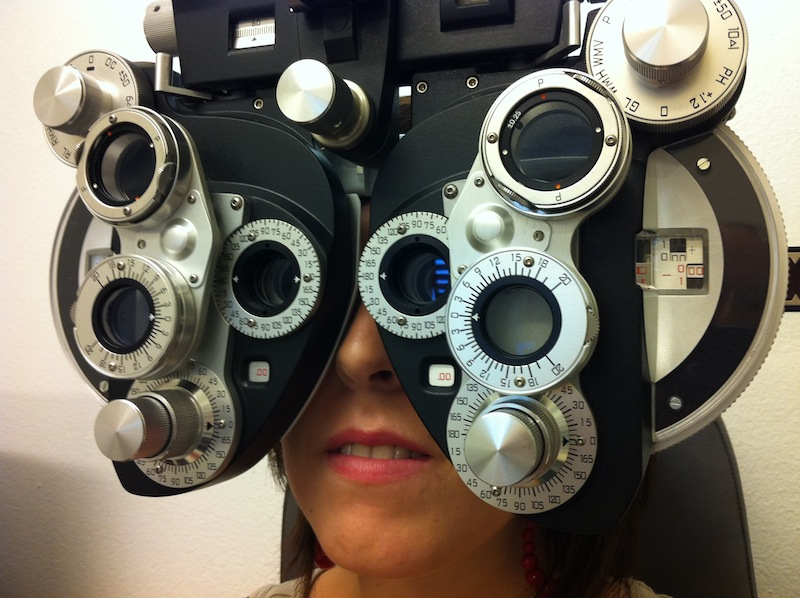
Forottero: strumento utilizzato per la misura della refrazione oculare, delle capacità accomodative e della visione binoculare

Tale definizione è tuttavia generale e non applicabile alla globalità degli ordinamenti nazionali, è pertanto necessario considerare la professione in base allo Stato di riferimento.

## Storia
L'optometria è stata regolamentata per la prima volta negli Stati Uniti, dove vanta una storia di più di cento anni. La prima licenza di optometrista è stata conferita a New York nel 1897 come conseguenza di una disputa legale fra gli oculisti e Charles Prentice che si faceva pagare per i suoi esami della vista. La prima legge che regolamentava l'optometria fu approvata in Minnesota nel 1901.
Questa regolamentazione sancì la differenza fra il dispensing optician, che fornisce gli occhiali su prescrizione, e il refracting optician, che prescrive e fornisce una correzione in modo autonomo o rilascia una prescrizione scritta della correzione ottica. Prima di allora gli optometristi venivano chiamati genericamente ottici; il termine optometrista, citato per la prima volta da Edmund Landolt nel 1886, divenne popolare nei primi due decenni del XX secolo.

## Nel mondo

### Europa
In Europa l'optometrista ha una formazione universitaria ed è un professionista autonomo. Nella maggior parte dei paesi dell'Unione europea (Gran Bretagna, Irlanda, Spagna, Paesi Bassi, Germania, Lettonia, Danimarca) e in tutti i paesi di cultura anglosassone (Canada, Australia, Nuova Zelanda, Sudafrica e altri) l'optometria è separata dall'ottica e non esiste un accorpamento di funzioni.
L'optometria è una realtà largamente diffusa nei paesi della Comunità Europea; ciò ha reso necessario pensare ad un diploma europeo in optometria per ovviare alle necessità di mutuo riconoscimento di titoli fra i paesi membri (Direttiva CEE 89/48, relativa ad un sistema generale di riconoscimento dei diplomi di istruzione superiore che sanzionano formazioni professionali di una durata minima di tre anni). 

### Italia
Gli Optometristi che svolgono ad oggi (2024) la loro attività in Italia hanno regolarmente conseguito un diploma presso un istituto superiore (privato o statale/regionale) oppure una laurea in Ottica e Optometria (Facoltà di Scienze Fisiche e dei Materiali) presso le Università. Sono anche presenti sul territorio professionisti con lauree conseguite all'estero ma, indipendentemente dal titolo, la professione non è regolamentata né inquadrata dallo Stato italiano come sanitaria e neppure come arte ausiliaria delle professioni sanitarie. 
In merito al quest'ultimo nodo cruciale, una sentenza della Corte di Cassazione chiarisce che l'optometria in Italia è una professione non vietata e quindi libera, distinguendola nettamente dalla professione del medico oculista e da quella di ottico. La sentenza si riferiva ad un'accusa di esercizio abusivo della professione medica (successivamente annullata dal giudice per insussistenza di reato) in cui è definito: "Quella dell’optometrista, ancora priva di riconoscimento in Italia, sarebbe ampiamente diffusa all’estero; si tratterebbe di un operatore sanitario intermedio tra l’ottico e l’oculista; si tratterebbe di un professionista che misura la vista e prescrive occhiali o trattamenti non implicanti l’uso dei medicinali o interventi chirurgici. Come tale non intaccherebbe la sfera di competenza della professione del medico oculista; il suo esercizio, anzi, dovrebbe ritenersi libero".
La Corte di Cassazione ha anche sottolineato che l’optometria è: “un’attività che non è regolata dalla legge, ed il cui esercizio - allo stato attuale della normativa - deve, proprio per questo, ritenersi libero, lecito anche penalmente, per la semplice ragione che non sussiste nessuna norma positiva che lo vieti, a condizione che non venga invaso l’ambito, strettamente curativo, riservato al medico oculista, e, naturalmente, che non vengano effettuate manovre che possano provocare anche indirettamente danni o lesioni al cliente. Si deve ritenere, infatti, in base ai principi generali, che l’optometrista non possa in nessun caso praticare la propria attività in presenza di malattie oculari in senso proprio (e non di semplici disfunzioni della funzione visiva), e quando la sua opera possa comportare danni personali, diretti o indiretti, al cliente (e non la semplice inutilizzabilità di un apparecchio ottico inadatto). Di conseguenza non può considerarsi preclusa all’optometrista l’attività di misurazione della vista, e di apprestare, confezionare e vendere - senza preventiva ricetta medica - occhiali e lenti correttive non solo per i casi di miopia e di presbiopia, ma - al contrario dell’ottico - anche nei casi di astigmatismo, ipermetropia, ed afachia. (Cass. n. 42895/2001). 
In Italia vi sono sette facoltà statali nei principali capoluoghi che rilasciano una laurea triennale in Ottica e Optometria; tale CdL, codificato come L-30 (Scienze e Tecnologie Fisiche), è incasellato solitamente all'interno della Scuola di Scienze e/o facente parte del Dipartimento di Fisica. Il corso propone una formazione generale nei settori di: matematica, fisica, chimica, biologia, fisiologia umana ed igiene. La parte caratterizzante riguarda: ottica oftalmica, ottica della visione, psicofisica della visione, optometria e contattologia; materie che costituiscono i fondamenti teorici e sperimentali delle discipline specifiche del corso. A tutt'oggi (2025) non è prevista specifica abilitazione alla professione di Optometrista ma solo a quella di Ottico, a cui si accede solamente con il diploma di Stato specifico in ottica o, secondo un'ordinanza, con laurea in Ottica e Optometria; tale abilitazione è regolamentata dal Regio Decreto del 31 maggio 1928, n.1334.